# Minto (Dakota del Nord)
Minto è un centro abitato (city) degli Stati Uniti d'America, situato nella Contea di Walsh, nello Stato del Dakota del Nord. Nel censimento del 2000 la popolazione era di 657 abitanti. La città è stata fondata nel 1881.

## Geografia fisica
Secondo i rilevamenti dell'United States Census Bureau, la località di Minto si estende su una superficie di 3,70 km², tutti occupati da terre.

## Popolazione
Secondo il censimento del 2000, a Minto vivevano 657 persone, ed erano presenti 185 gruppi familiari. La densità di popolazione era di 177 ab./km². Nel territorio comunale si trovavano 298 unità edificate. Per quanto riguarda la composizione etnica degli abitanti, il 96,35% era bianco, lo 0,76% era nativo, lo 0,15% proveniva dall'Asia, l'1,37% apparteneva ad altre razze e l'1,37% a due o più. La popolazione di ogni razza ispanica corrispondeva al 4,87% degli abitanti.
Per quanto riguarda la suddivisione della popolazione in fasce d'età, il 27,5% era al di sotto dei 18, il 5,2% fra i 18 e i 24, il 26,9% fra i 25 e i 44, il 25,4% fra i 45 e i 64, mentre infine il 14,9% era al di sopra dei 65 anni di età. L'età media della popolazione era di 39 anni. Per ogni 100 donne residenti vivevano 106,6 maschi.